# Ley del Suelo de la Región de Murcia
La Ley del Suelo de la Región de Murcia, hace referencia a varios textos legislativos, actualmente derogados desde el 6 de mayo de 2015.

## Ley de 2001
La Ley 1/2001, de 24 de abril, del Suelo de la Región de Murcia y su normativa de modificación:
- En 2002, por la Ley 2/2002, de 10 de mayo.
- En 2004, por la Ley 2/2004, de 24 de mayo.

A su vez, dicha Ley 1/2001, derogó: 
- Ley de Protección y Armonización de Usos del Mar Menor (Ley 3/1987, de 23 de abril).
- Ley de Modificación de las Atribuciones de los Órganos de la Comunidad Autónoma en Materia de Urbanismo (Ley 10/1995, de 24 de abril) .
- Algunos artículos de la Ley de Ordenación y Protección del Territorio de la Región de Murcia (Ley 4/1992, de 30 de julio).
- Ley de Medidas para la Protección de la Legalidad Urbanística en la Región de Murcia (Ley 12/1986, de 20 de diciembre).

## Decreto Legislativo de 2005
La Ley del Suelo de 2005, fue un texto refundido de la Región de Murcia, aprobado por Decreto Legislativo (Decreto Legislativo 1/2005, de 10 de junio), derogado por Ley de ordenación territorial y urbanística de la Región de Murcia (Ley 13/2015, de 30 de marzo, conocida como LOTURM), el 6 de mayo de 2015.
El Decreto Legislativo de 2005, derogó la Ley de 2001 y su normativa de modificación.
Las referencias que se hagan en este artículo a la Ley del Suelo, se refieren al Decreto Legislativo de 2005.

## Implantación de los Instrumentos de Planeamiento en la Región de Murcia
De los 45 municipios de la Región de Murcia, a 31 de marzo de 2010, contaban con un instrumento de planeamiento general 28 de ellos con un Plan general, con Normas subsidiarias un total de 17 municipios. Veintiún planes generales, han sido aprobados según la ley del suelo de la Región de Murcia, cinco Planes generales según la ley del suelo de 1975, un plan general según la ley del suelo de 1992, y otro plan general según la ley del suelo de 1998. 
En tramitación a su paso al Plan General Municipal de Ordenación (PGMO) de la ley del suelo de la Región de Murcia, se encuentran 22 municipios de la Región de Murcia, en la fecha indicada.

## Estructura de la ley de 2005
- Título Preliminar, artículos 1 al 7
- Título I, artículos 8 a 15
- Título II, artículos 16 a 55
- Título III, artículos 56 a 94
- Título IV, artículos 95 a 154
- Título V, artículos 155 a 206
- Título VI, artículos 207 a 253
- Título VII, artículos 254 a 259

- 8 disposiciones adicionales
- 8 disposiciones transitorias
- 1 disposición final

## Título Preliminar
Este título tiene por objeto determinar y fijar el objetivo de la presente ley, así como definir las finalidades que se intentan conseguir con ella.
Su objeto es la regulación de la ordenación del territorio y la actividad urbanística en la Región de Murcia para garantizar, en el ámbito de un territorio sostenible, el derecho a disfrutar de un medio ambiente adecuado para el desarrollo de la persona y la protección de la naturaleza, el derecho a disfrutar de una vivienda digna y adecuada y la protección del patrimonio cultural.

## Título I
La competencia en materia de ordenación del territorio corresponde a la Comunidad Autónoma, sin perjuicio de la participación de los Ayuntamientos mediante el ejercicio de las competencias que le sean propias y la coordinación con competencias estatales recogidas en la legislación sectorial.
Los Ayuntamientos tienen competencia en materia de urbanismo, sin distinción de población o superficie salvo las atribuidas por la ley a la Administración Regional, siendo estas las siguientes:
- En Planeamiento, aspectos de legalidad y ordenación supramunicipal.
- En Gestión, actuaciones demandadas por los Ayuntamientos.
- En Disciplina:
  - Subsidiaria: en infracciones graves y muy graves.
  - Directa: supuestos que la ley sujeta a su autorización.

Estas competencias que ostenta la Administración Regional en materia de urbanismo, ordenación y litoral, si no son delegadas en algún órgano, serán ejercidas por la Consejería competente por razón de la materia.

## Título II
Este título establece cuales son los Instrumentos de Ordenación del Territorio.
- Ordinarios
  - Directrices de Ordenación Territorial
  - Planes de Ordenación Territorial
  - Programas de Actuación Territorial
  - Planes de Ordenación del litoral

Estos instrumentos establecen básicamente los objetivos, planificación y coordinación de las actuacinoes, y ejecutan políticas urbanísticas y sectoriales con incidencia territorial, comarcal o regional.
- Excepcionales
  - Servicios Públicos
  - Economía
  - Conservación del Medio Ambiente
  - Mejorar la calidad de vida

Se trata de las llamadas Actuaciones de Interés Regional y son necesarias para actuaciones que trasciendan del ámbito municipal y beneficien a la Región de Murcia.
- Complementarios
  - Estudio de Impacto Territorial
  - Estudio de Impacto Ambiental

- Cartografía Regional

Su finalidad es potenciar la difusión de la Región a través de las nuevas tecnologías.
- Sistema Territorial de Referencia

La ley prevé un sistema que recopile toda la documentación e información de los instrumentos mencionados, así como cualquier modificación que se produzca.

## Título III
En este título se regula el régimen urbanístico según la clasificación del suelo, contando con las características del territorio, y de este modo nos encontramos con una regulación específica de la huerta tradicional de la Región.
Los sistemas generales pueden estar o no clasificados, pero se pueden adscribir a las diferentes clases de suelo a efectos de valoración y obtención.
Clasificación del suelo según la ley:

### Suelo Urbano
- Consolidado (no hay cesión de aprovechamiento)
- No Consolidado (la cesión se modula en función de las cargas)
- De núcleo rural (no hay cesión de aprovechamiento y se trata de:)

1. Asentamientos de población tradicional
2. Vinculados al sector primario
3. Relaciones de vida comunitaria
4. Mínimo de infraestructuras

- Especial (no hay cesión de aprovechamiento)

1. Asentamiento de población
2. Frente a camino público tradicional
3. Todo ello aunque carezca de algún requisito común

En cuanto al régimen de edificación:
- Suelo Urbano
  - Se puede edificar cuando se adquieran la condición de solar.
  - También cuando se asegure la ejecución simultánea de la urbanización y la edificación mediante las garantías de los artículos 162 y 211.
  - Se puede implantar en las áreas donde el uso esté permitido, actividades económicas o dotaciones con anterioridad a la aprobación de instrumentos de gestión y urbanización, siempre con respeto a la ordenación del planeamiento y las garantías del artículo 162.
- Suelo urbano de núcleo rural (hasta a aprobación del Plan, en esta categoría se podrá edificar cuando los terrenos:)
  - Tengan acceso a la vía pública.
  - Las construcciones se destinen a usos relacionados con actividades propias del medio rural o a vivienda para las necesidades de la población residente en estos núcleos.
  - Las construcciones deben ser adecuadas a las condiciones del Plan y con la tipología tradicional del terreno
- Suelo Urbano Especial. Podrá edificarse cuando el Plan General de Ordenación Urbana o de Desarrollo defina los parámetros y condiciones de la edificación y siempre que dé frente a camino público preexistente.

### Suelo No Urbanizable
- Régimen de Especial protección por la legislación sectorial
- Régimen de Especial protección por la Ordenación Territorial
- Régimen de Especial protección por la ordenación de recursos naturales
- Porque el Planeamiento así lo determine.

En cuanto al régimen de edificación hay que destacar la posibilidad, previa autorización y usos restringidos de vivienda ligada a actividad productiva de explotación de suelo, siendo al menos de 20.000 m² o de 5.000 m² si la finca hubiera surgido en escritura pública en fecha anterior a 17 de junio de 2001 (artc. 76 y 77).

### Suelo Urbanizable
La generalidad es la cesión del 10% del aprovechamiento.
- Sectorizado
- No Sectorizado
- Suelo Urbanizable Especial, donde se permite una vivienda ligada a actividades de sector primario, siendo la parcela mínima de 2.500 m²[nota 3]

## Título IV
Establece la ley que los instrumentos de planeamiento son:
- Planeamiento urbanístico: Plan General de Ordenación Urbana
- Planeamiento de Desarrollo:
  - Plan Parcial
  - Plan Especial
  - Estudio de Detalle

La ley del suelo de Murcia está especialmente desarrollada en lo que a planes especiales se refiere, de tal modo que se establecen hasta un total de 10, siendo los más destacados: El PERI y Rehabilitación, Ordenación de núcleos rurales, Adecuación urbanística y Especial trascendencia turística.
En cuanto a la aprobación del Plan General de Ordenación Urbana, se establece una aprobación provisional por parte del Ayuntamiento y una definitiva por parte de la Comunidad Autónoma, y debido a que el PGOU afecta a la estructura general y orgánica del territorio, su adaptación, revisión y modificación también está sujeta al ente autonómico. En cuanto a los instrumentos de Planeamiento de Desarrollo establecidos, éstos son de competencia exclusiva municipal en cuanto a su aprobación.
El PGOU entre sus determinaciones generales establece la estructura general y orgánica del territorio, es decir:
- Sistemas Generales de Comunicaciones
- Sistemas Generales de Infraestructuras y Servicios
- Sistema General de Espacios Libres.[nota 4]
- Sistema General de Equipamiento Comunitario

La ley establece las siguientes determinaciones para suelo urbano:
- Delimitación de las Unidades de Aprovechamiento para la obtención de la cesión pública, con aprovechamiento y porcentaje de cesión.
- Cuantificación comparativa del aprovechamiento de todas las Unidades de Aprovechamiento.

Se establecen unas determinaciones específicas en lo relativo a las dotaciones públicas, en este sentido:
- Hay una reserva de suelo que va desde el 5 al 20% para las distintas intensidades de uso residencial.
- En actuaciones de más de 4.000 viviendas la reserva de suelo aumenta en un 5%.

## Título V
Este título trata sobre Gestión Urbanística y Patrimonios Públicos del Suelo. En él se establece que la obtención de dotaciones será por cesión gratuita, expropiación forzosa u ocupación directa.

### Actuaciones aisladas
Por medio de dos sistemas, serían:
- Cesión de viales
- Normalización de fincas

En suelo urbano consolidado, núcleos rurales y urbano especial, la gestión se realiza por medio de esta actuación, previa normalización de fincas y cesión de viales o expropiación de fincas.

### Actuaciones integradas
También existen dos sistemas:
- Iniciativa privada
  - Sistema de concertación Directa
  - Sistema de concertación indirecta
  - Sistema de compensación
- Iniciativa pública
  - Sistema de cooperación
  - Sistema de concurrencia
  - Sistema de expropiación
  - Sistema de ocupación directa

Excepcionalmente y de modo justificado, la gestión podría cambiarse de una a otra actuación en cualquier clase y categoría de suelo.

## Título VI
En el Título VI se trata la intervención administrativa y la protección de la legalidad. Se regulan entre otros, autorizaciones e informes de la administración, las licencias municipales, sus modalidades y requisitos de otorgamiento y las declaraciones de ruina.

## Título VII
En este título se regula la ordenación del litoral de la Región de Murcia, tutelando las zonas contiguas a la ribera del mar y zonas de protección e influencia.